# Эшли, Ян
Ян Хью Го́рдон Э́шли (англ. Ian Hugh Gordon Ashley, 26 октября 1947 года, Вупперталь, Германия) — британский автогонщик, участник чемпионата мира по автогонкам в классе Формула-1.

## Биография
Сын лётчика-испытателя ВВС Великобритании. В 1966 году прошёл обучение в гоночной школе Джима Рассела, с 1967 по 1975 год стартовал в Формуле-Форд, Формуле-3 и Формуле-5000. В 1974 году дебютировал в чемпионате мира Формулы-1, провёл две гонки в команде «Токен», очков не набрал. В конце сезона ещё дважды появился на североамериканских этапах чемпионата, в которых не прошёл квалификацию. В 1976 году стартовал на первом этапе чемпионата мира Формулы-1 в Бразилии за команду BRM, которая после этой гонки временно прекратила участие в чемпионате. В конце сезона 1977 года вновь получил возможность участия в Формуле-1 после того, как стал третьим пилотом команды «Hesketh», но на тренировке перед Гран-при Канады попал в тяжёлую аварию и сломал ноги. После восстановления временно прекратил гоночную карьеру, работал лётчиком. Вернулся в гонки в 1985 году, стартовав на этапе серии CART в Майами. Участвовал в различных гоночных чемпионатах до 2003 года.

## Результаты гонок в Формуле-1
| Легенда к таблице |                                                                    |
| --- | ------------------------------------------------------------------ |
| В таблице перечислены результаты всех Гран-при Формулы-1, в которых принимал участие гонщик. Строками таблицы являются сезоны, столбцами — этапы чемпионата мира. В каждой клетке указаны сокращённое название этапа и результат, дополнительно обозначенный цветом. Расшифровка обозначений и цветов представлена в нижеследующей таблице. |                                                                    |
| \| Пример \| Описание \| \| ------------ \| ------------------------------------------------------------------ \| \| 1 \| Победитель \| \| 2 \| Второе место \| \| 3 \| Третье место \| \| 5 \| Финишировал, заработав очки \| \| Сход \| Не финишировал, но при этом заработал очки \| \| 12 \| Финишировал, не получив очков \| \| НКЛ \| Финишировал, но не попал в финальную классификацию \| \| 15 \| Участвовал вне зачёта, либо по отдельной классификации \| \| 18 \| Не финишировал, но попал в финальную классификацию \| \| Сход \| Не финишировал \| \| НКВ \| Не прошёл квалификацию \| \| НПКВ \| Не прошёл предквалификацию \| \| ДСК \| Дисквалифицирован \| \| ИСК \| Исключён из протокола соревнований \| \| ТТ \| Заявлен для участия только в тренировках \| \| НС \| Участвовал в квалификации, но не стартовал в гонке \| \| Т \| Травмирован или болен \| \| ОТК \| Отказ от участия \| \| НТР \| Прибыл на соревнования, но на трассу не выезжал \| \| НПР \| Был заявлен в числе участников, но не прибыл к началу соревнований \| \| О \| Соревнования отменены \| \| \| Не участвовал \| \| Поул-позиция \| \| \| Быстрый круг \| \| |                                                                    |
| Пример | Описание                                                           |
| 1 | Победитель                                                         |
| 2 | Второе место                                                       |
| 3 | Третье место                                                       |
| 5 | Финишировал, заработав очки                                        |
| Сход | Не финишировал, но при этом заработал очки                         |
| 12 | Финишировал, не получив очков                                      |
| НКЛ | Финишировал, но не попал в финальную классификацию                 |
| 15 | Участвовал вне зачёта, либо по отдельной классификации             |
| 18 | Не финишировал, но попал в финальную классификацию                 |
| Сход | Не финишировал                                                     |
| НКВ | Не прошёл квалификацию                                             |
| НПКВ | Не прошёл предквалификацию                                         |
| ДСК | Дисквалифицирован                                                  |
| ИСК | Исключён из протокола соревнований                                 |
| ТТ | Заявлен для участия только в тренировках                           |
| НС | Участвовал в квалификации, но не стартовал в гонке                 |
| Т | Травмирован или болен                                              |
| ОТК | Отказ от участия                                                   |
| НТР | Прибыл на соревнования, но на трассу не выезжал                    |
| НПР | Был заявлен в числе участников, но не прибыл к началу соревнований |
| О | Соревнования отменены                                              |
| | Не участвовал                                                      |
| Поул-позиция |                                                                    |
| Быстрый круг |                                                                    |

| Год  | Команда        | Шасси         | Двигатель | 1        | 2   | 3   | 4   | 5   | 6   | 7   | 8   | 9   | 10  | 11     | 12      | 13      | 14      | 15      | 16     | 17  | Место | Очки |
| ---- | -------------- | ------------- | --------- | -------- | --- | --- | --- | --- | --- | --- | --- | --- | --- | ------ | ------- | ------- | ------- | ------- | ------ | --- | ----- | ---- |
| 1974 | Token          | Token RJ02    | Cosworth  | АРГ      | БРА | ЮАР | ИСП | БЕЛ | МОН | ШВЕ | НИД | ФРА | ВЕЛ | ГЕР 14 | АВТ НКЛ | ИТА     |         |         |        |     | -     | 0    |
| 1974 | Chequered Flag | Brabham BT42  | Косворт   |          |     |     |     |     |     |     |     |     |     |        |         |         | КАН НКВ | США НКВ |        |     | -     | 0    |
| 1975 | Вильямс        | Williams FW03 | Косворт   | АРГ      | БРА | ЮАР | ИСП | МОН | БЕЛ | ШВЕ | НИД | ФРА | ВЕЛ | ГЕР НС | АВТ     | ИТА     | США     |         |        |     | -     | 0    |
| 1976 | BRM            | BRM P201B     | BRM       | БРА Сход | ЮАР | СШЗ | ИСП | БЕЛ | МОН | ШВЕ | ФРА | ВЕЛ | ГЕР | АВТ    | НИД     | ИТА     | КАН     | США     | ЯПО    |     | -     | 0    |
| 1977 | Хескет         | Hesketh 308E  | Косворт   | АРГ      | БРА | ЮАР | СШЗ | ИСП | МОН | БЕЛ | ШВЕ | ФРА | ВЕЛ | ГЕР    | АВТ НКВ | НИД НКВ | ИТА НКВ | США 17  | КАН НС | ЯПО | -     | 0    |